# 檸檬可樂

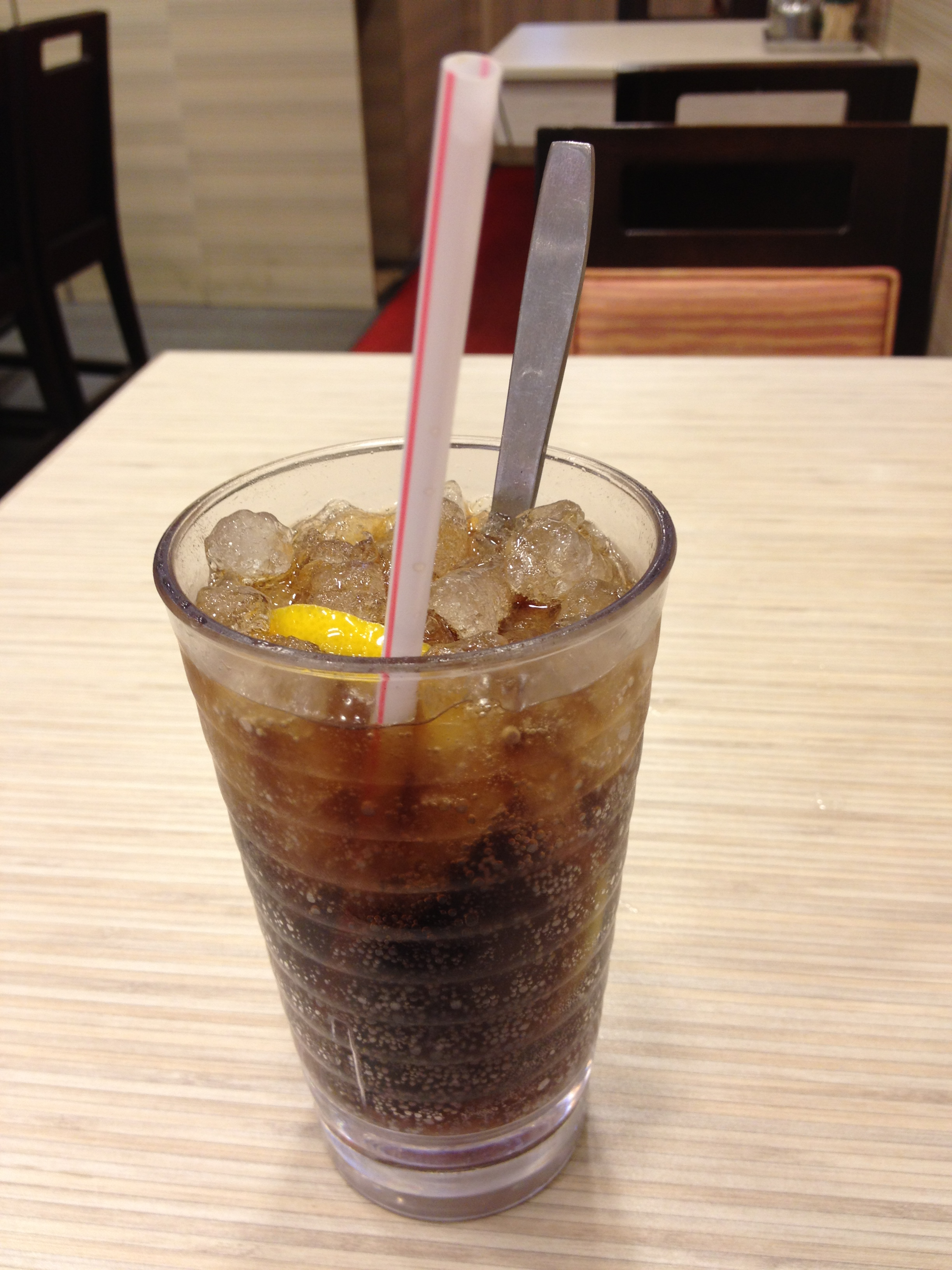
檸檬可樂

檸檬可樂，通常簡稱檸樂，是一種飲品，常見於香港，做法是把檸檬片放入可樂之內。大多使用可口可樂而非百事可樂。檸檬可樂通常是冷飲，但也有熱飲的製法，稱為檸樂煲薑。
香港茶餐廳的侍應，為了加快落單的速度，檸檬可樂會以它的廣東話諧音寫成「06」。
近年可樂生產商受這種飲品的啟發，推出本身帶有檸檬味的可樂，可是在香港還是以檸檬片加普通可樂較為流行。
檸樂不但是香港的特色飲料，還是一個香港的諧音俗語，並且會在「大鑊」中間加上「檸」字加強語氣。例如「今次大檸樂啦！」，即是「今次很大件事！」，而且都是一些負面的麻煩事。用「大檸樂」的原因是要用「檸」字代替一個粗言用字，用「大檸樂」能取代「大撚鑊」說出粗言俗語。